# Ваљевска гимназија
Ваљевска гимназија је једина гимназија у Ваљеву. Основана је 23. новембра 1870. као Ваљевска гимназијска реалка са 43 ученика. Налази се у улици Вука Караџића 3.

## Историјат
Ваљевска гимназија је основана 1870. године као двогодишња гимназијска реалка. Трећи разред је добила 1874—1875, а следеће године и четврти разред чиме је прерасла у Нижу гимназију. Године 1893. је добила пети разред, а 1894. и шести који је укинут 1898. када је поново сведена на четвороразредну реалку. Школске 1903—1904. године је поново уведен пети, а следеће и шести разред. Тада је радила и приватна женска гимназија до 1912.
Зграда коју Гимназија и данас користи је изграђена 1906. године. Седми разред је уведен први пут 1907. и укинут је после две године, а последњи пут је уведен 1912. Наредне године је Ваљевска гимназија постала осморазредна, а 1914. је у њој обављен први виши течајни испит. У току Првог светског рата рад школе је био онемогућен, а једно време је у њој била смештена Ваљевска болница. Са радом је поново започела у марту 1918. године као осморазредна потпуна и мешовита реална гимназија. Средином 1940. је подељена на две гимназије које су радиле и током Другог светског рата, али је Прва гимназија априла 1942. претворена у Мушку, а Друга у Женску гимназију. По ослобођењу Србије две гимназије у Ваљеву су поново постале мешовите. До краја школске 1950—1951. радиле су одвојено, а следеће године је издвајањем њихових виших разреда створена једна Виша мешовита реална гимназија која се налазила изнад Тешњара, у улици Милована Глишића 45 где се данас налази Основна школа „Сестре Илић”. Од септембра 1966. поново су радили у својој згради у улици Вука Караџића која је проширена и адаптирана за потребе тада савремене наставе.
Године 1970. слави сто година постојања и тим поводом је Јосип Броз Тито одликовао Орденом заслуга за народ са златним венцем. Дан након тога је Савет школе донео одлуку да школа добије име „Владимир Иљич Лењин” и да се дан његовог рођења 22. април слави као дан школе. Године 1982. проглашена је за најбољу средњу школу у Подрињско–колубарском региону, а 1985—1990. проглашавана је најбољом пет пута узастопно. Колектив је 26. септембра 1989. донео одлуку о називу „Ваљевска гимназија”, а за Дан школе је одређен 23. новембар, дан кад је почела са радом. Вукову награду је примила 21. децембра 1995. за изузетан допринос развоју културе у Србији и свесрпском културном простору.
Школа данас садржи свечану салу са четрдесет и шест каријатида, сто места, полуконцертним клавиром Петроф, видео–бимом и озвучењем у којој се одржавају све културне и јавне манифестације важне за школу и град, ђачки клуб у којем се организују изложбе, концерти и приредбе, ходнике и холове који се користе као изложбени простор, школску библиотеку са основним фондом преко 22.000 инвентарних јединица, фондом школских издања и фондом старих и ретких књига са периодиком издатом до краја 19. века са 123 јединице на српском и 117 на страним језицима и најстаријом књигом „Мезимац” из 1818. године, читаоницом, референтном збирком и интернет клубом са пет рачунара и укупно седамдесет умрежених рачунара који су повезани оптичком везом са Београдском академском мрежом.

## Бивши ученици
Неки од знаменитих бивших ученика Ваљевске гимназије су:
- Николај Велимировић (1881—1956), теолог и епископ Српске православне цркве
- Десанка Максимовић (1898—1993), песникиња
- Бранислав Петронијевић (1875—1954), филозоф, математичар и научник
- Живојин Перић (1868—1953), правник
- Матија Бећковић (1939), песник
- Гордана Бабић Ђорђевић (1932—1993), историчарка уметности
- Борислав Благојевић (1911—1985), професор
- Љубомир Поповић (1934—2016), сликар
- Александар Лома (1955), лингвиста и професор
- Воја Брајовић (1949), глумац
- Милоје Орловић (1934—2013), глумац, ТВ водитељ, новинар и уредник
- Владимир Петрић (1975), рукометаш

## Галерија
- Детаљ са источне фасаде
- Ваљевска гимназија
- Улаз
- Ваљевска гимназија
- Табла са натписом